# Le Trésor de Box Canyon
Pour plus de détails, voir Fiche technique et Distribution.
Le Trésor de Box Canyon (Scalawag) est un film italo-yougo-américain réalisé par Kirk Douglas, sorti en 1973.

## Fiche technique
- Titre français : Le Trésor de Box Canyon
- Titre original : Scalawag
- Réalisation : Kirk Douglas
- Scénario : Albert Sydney Fleischman & Albert Maltz d'après le roman de Robert Louis Stevenson
- Musique : John Cameron
- Photographie : Jack Cardiff
- Montage : John C. Howard & Antonietta Zita
- Production : Anne Douglas
- Sociétés de production : Inex Film, Oceania Produzioni Internazionali Cinematografiche & The Bryna Company
- Société de distribution : Paramount Pictures
- Pays :  Italie,  Yougoslavie,  États-Unis
- Langue : Anglais
- Format : Couleur - Mono - 35 mm - 1.85:1
- Genre : Aventures, Western
- Durée : 92 min
- Date de sortie : 
  -  États-Unis : 14 novembre 1973

## Distribution
- Kirk Douglas (VF : Jacques Garcia) : Peg
- Mark Lester : Jamie
- George Eastman : Don Aragon
- Lesley-Anne Down : Lucy-Ann
- Don Stroud (VF : Patrice Melennec) : Velvet
- Danny DeVito : Fly Speck
- Neville Brand : Brimstone / Mudhook
- Mel Blanc : Barfly le perroquet (voix)
- Phil Brown : Sandy